# Ilham al-Madfai
 (octobre 2012).
Ilham al-Madfai est un guitariste, compositeur et chanteur irakien.  Il est célèbre dans tout le Moyen-Orient pour son style, un mélange de musique occidentale (flamenco, rock) et de musique traditionnelle irakienne. Depuis 1999, il a publié quatre disques pour le label EMI Arabia, dont l’éponyme Ilham al-Madfai (1999), Live at the Hard Rock Cafe (2001) et Baghdad (2003).

## Sources
- Bouziane Daoudi, Le << Beatles de Bagdad >>, 10 mai 2005, Liberation.fr.